# Eparchie Cluj-Gherla

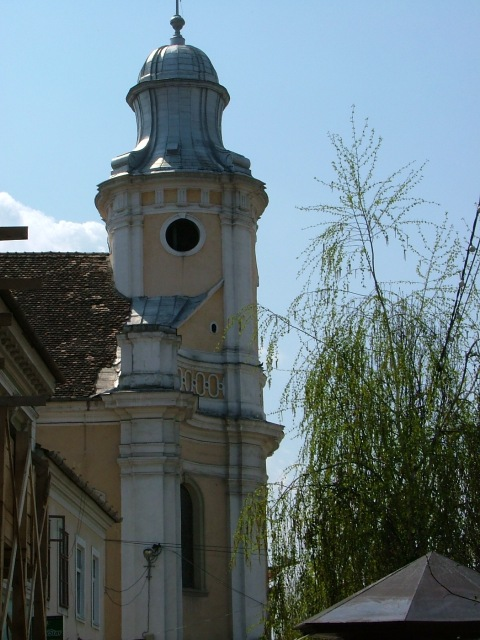
Klausenburger Minoritenkirche, Kathedrale der Epiarchie Cluj-Gherla

Die Eparchie Cluj-Gherla (lat.: Dioecesis Claudiopolitana-Armenopolitana Romenorum, rumänisch: Eparhia de Cluj-Gherla) ist eine in Rumänien gelegene Diözese der rumänischen griechisch-katholischen Kirche mit Sitz in Cluj-Napoca. Sie umfasst den nordwestlichen Teil Siebenbürgens.

## Geschichte
Papst Pius IX. gründete das Bistum Gherla, Armenopoli, Szamos-Ujvár mit der Apostolischen Konstitution Ad Apostolicam Sedem am 19. Dezember 1853 aus Gebietsabtretungen des Erzbistums Făgăraș, dem es auch als Suffragandiözese unterstellt wurde.
Im Jahr 1924 wurde der Hauptsitz des Bistums von Gherla nach Cluj (Klausenburg) verlegt – daher die Benennung Bistum Cluj-Gherla.
Mit der Apostolischen Konstitution Solemni conventione vom 5. Juni 1930 gab das Bistum es einen Teil seines Territoriums an das Bistum Maramureș ab und nahm seinen heutigen Namen an.

## Ordinarien

### Bischöfe von Gherla, Armenopoli, Szamos-Ujvár
- Ioan Alexi (16. November 1854 – 1863)
- Ioan Vancea (25. September 1865 – 21. Dezember 1868), anschließend Erzbischof von Alba Iulia und Făgăraș
- Mihail Pavel (23. Dezember 1872 – 15. Mai 1879), anschließend Bischof von Oradea Mare
- Ioan Szabó (15. Mai 1879 – Mai 1911)
- Basil Hossu (16. Dezember 1911 – 13. Januar 1916)
- Iuliu Hossu (21. April 1917 – 5. Juni 1930)

### Bischöfe von Cluj-Gherla
- Iuliu Hossu (5. Juni 1930 – 28. Mai 1970)
- Gheorghe Guțiu (14. März 1990 – 18. Juli 2002)
- Florentin Crihălmeanu (18. Juli 2002 – 12. Januar 2021)
- Claudiu-Lucian Pop (seit 14. April 2021)

## Dekanate
- Beclean (deutsch: Bethlen), (ungarisch: Bethlen (település))
- Bistrița (deutsch: Bistritz), (ungarisch: Beszterce)
- Buciumi
- Cluj (deutsch: Klausenburg), (ungarisch: Kolozsvár)
- Dej (deutsch: Burglos oder Deesch), (ungarisch: Dés)
- Gherla (deutsch: Neuschloss/Armenierstadt), (ungarisch: Szamosújvár)
- Huedin (deutsch: Heynod), (ungarisch: Bánffyhunyad)
- Iara
- Ileanda
- Lăpuș
- Munții Apuseni
- Rodna (deutsch: Altrodenau), (ungarisch: Óradna)
- Someș (deutsch: Somesch, auch Samosch), (ungarisch: Szamos)